# 中華民國102年全國運動會舉重比賽
中華民國102年全國運動會舉重比賽會於2013年10月20日至10月23日在臺北市立大直高中舉行。

## 比賽項目
本屆舉重比賽設有15個比賽小項，包括：
| - 男子56 公斤級 - 男子62 公斤級 - 男子69 公斤級 - 男子77 公斤級 - 男子85 公斤級 - 男子94 公斤級 - 男子105 公斤級 - 男子105 公斤以上級 |  | - 女子48 公斤級 - 女子53 公斤級 - 女子58 公斤級 - 女子63 公斤級 - 女子69 公斤級 - 女子75 公斤級 - 女子75 公斤以上級 |

## 獎牌榜
| 排名 | 縣市   | 金牌 | 银牌 | 铜牌 | 總數 |
| ---- | ------ | ---- | ---- | ---- | ---- |
| 1    | 高雄市 | 5    | 4    | 4    | 13   |
| 2    | 臺中市 | 3    | 1    | 0    | 4    |
| 3    | 屏東縣 | 2    | 1    | 0    | 3    |
| 4    | 新北市 | 1    | 2    | 5    | 8    |
| 5    | 雲林縣 | 1    | 2    | 0    | 3    |
| 6    | 臺東縣 | 1    | 1    | 3    | 5    |
| 7    | 臺南市 | 1    | 1    | 0    | 2    |
| 8    | 金門縣 | 1    | 0    | 0    | 1    |
| 9    | 彰化縣 | 0    | 2    | 0    | 2    |
| 10   | 花蓮縣 | 0    | 1    | 2    | 3    |
| 總計 | 總計   | 15   | 15   | 14   | 44   |

## 各項成績

### 男子
| 項目                   | 金牌              | 金牌                  | 银牌              | 银牌    | 铜牌              | 铜牌    |
| 56公斤級 （詳細）      | 唐啟中 （屏東縣） | 238公斤               | 張剛銘 （臺中市） | 236公斤 |                   |         |
| 62公斤級 （詳細）      | 高展宏 （高雄市） | 255公斤               | 張志強 （彰化縣） | 246公斤 | 林清輝 （花蓮縣） | 245公斤 |
| 69公斤級 （詳細）      | 潘建宏 （高雄市） | 293公斤               | 江平涵 （花蓮縣） | 275公斤 | 林嘉輝 （高雄市） | 265公斤 |
| 77公斤級 （詳細）      | 江念鵬 （臺中市） | 319公斤 破大會 破全國 | 吳宗嶺 （雲林縣） | 312公斤 | 王念祖 （臺東縣） | 285公斤 |
| 85公斤級 （詳細）      | 黃則維 （新北市） | 312公斤               | 黃義淵 （彰化縣） | 300公斤 | 黃志祥 （花蓮縣） | 293公斤 |
| 94公斤級 （詳細）      | 張育華 （臺中市） | 328公斤               | 侯維杰 （新北市） | 323公斤 | 蔣勝英 （高雄市） | 321公斤 |
| 105公斤級 （詳細）     | 謝偉軍 （高雄市） | 365公斤 破大會        | 楊智宇 （高雄市） | 346公斤 | 劉沛騰 （新北市） | 300公斤 |
| 105公斤以上級 （詳細） | 陳士杰 （高雄市） | 383公斤 破大會        | 趙世杰 （高雄市） | 370公斤 | 王鈺翔 （臺東縣） | 305公斤 |

### 女子
| 項目                  | 金牌              | 金牌           | 银牌              | 银牌    | 铜牌              | 铜牌    |
| 48公斤級 （詳細）     | 溫詩萍 （臺南市） | 155公斤        | 蔣孟君 （高雄市） | 148公斤 | 翁鈺雯 （臺東縣） | 143公斤 |
| 53公斤級 （詳細）     | 許淑淨 （雲林縣） | 220公斤 破大會 | 方秝錞 （臺南市） | 182公斤 | 洪子惇 （新北市） | 155公斤 |
| 58公斤級 （詳細）     | 連芳汝 （臺中市） | 185公斤        | 顏瑋倩 （高雄市） | 182公斤 | 江念欣 （高雄市） | 181公斤 |
| 63公斤級 （詳細）     | 林子琦 （金門縣） | 199公斤        | 劉藍尹 （雲林縣） | 188公斤 | 楊云思 （新北市） | 186公斤 |
| 69公斤級 （詳細）     | 黃釋緒 （高雄市） | 246公斤        | 林雯均 （新北市） | 189公斤 | 黃麗芬 （新北市） | 188公斤 |
| 75公斤級 （詳細）     | 王雅珍 （臺東縣） | 228公斤        | 洪萬庭 （臺東縣） | 226公斤 | 鍾誱𨧨 （新北市） | 222公斤 |
| 75公斤以上級 （詳細） | 鐘芸伶 （屏東縣） | 248公斤        | 宋采穎 （屏東縣） | 233公斤 | 姚季伶 （高雄市） | 230公斤 |

## 外部連結
- （繁體中文）官方網站